# Arellano University

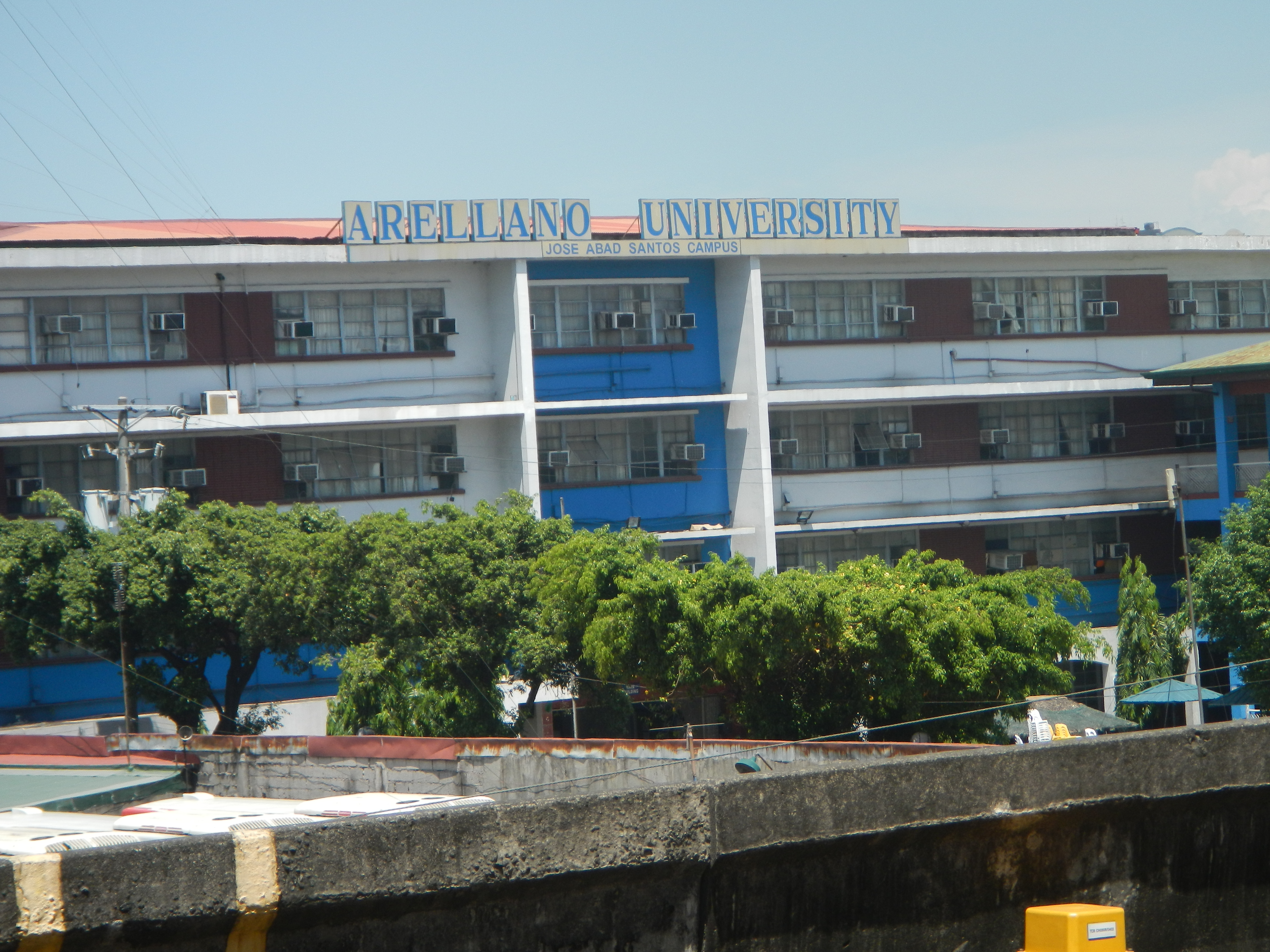
Arellano University (2018)

Die Arellano University (AU), (Filipino: Pamantasang Arellano) ist eine staatliche Universität auf den Philippinen. Sie gilt als eine bedeutende Bildungseinrichtung auf den Philippinen und in den Verwaltungsregionen Metro Manila. Ihren Namen erhielt die Universität zu Ehren von Cayetano Arellano.

## Standorte
Sie hat sieben Standorte in folgenden Gemeinden:
- der Hauptcampus der Universität befindet sich an der 2600 Ramon Magsaysay Boulevard im Barangay Sampaloc, in Manila
- der AU Juan Sumulong Campus im Barangay Legarda in Manila
- der AU Jose Abad Santos Campus in Pasay City
- der AU Apolinario Mabini Campus in Pasay City
- der AU Andres Bonifacio Campus in Pasig City
- der AU Plaridel Campus in Mandaluyong City
- der AU Elisa Esguerra Campus in Malabon City

## Fakultäten
Die Arellano University beherbergt verschiedene Fakultäten, diese sind in Hochschul- und Fachschulbereiche, sowie in der Berufsausbildung in Institute und Colleges gegliedert. Dieses sind das Graduate School of Education, Graduate School of Nursing, Graduate School of Business, Law, Accountancy, Allied Medical Services, Arts & Sciences, Business & Commerce, Computer Science, Education, Hospitality and Tourism Management, Medical Laboratory Science, Nursing, International Programs und Radiologic Technology.

## Geschichte
Der Vorläufer der Universität entstand 1938, als das Arellano Law College eröffnet wurde. Es entstand auf Initiative von Florentino Cayco Sr. Von Dezember 1941 bis März 1945 musste sie aufgrund der japanischen Besatzung der Philippinen, während des Zweiten Weltkrieges, schließen. Das College entwickelte sich schnell, zuerst wurden Zweijahreskurse zur Erlangung der allgemeinen Hochschulreife und des Bachelor of Laws angeboten. 1947 wurden weitere Kurse offeriert zur Erlangung des Bachelor of Science in Education und des Elementary Teachers Certificate. Am 22. Februar 1947 wurde dem College der Status einer Universität verliehen. 1954 wurden die ersten Kurse in der Krankenschwesterausbildung angeboten und 1960 die School of Nursing eröffnet, welche später ein eigenes College wurde. 1978 wurde die Florentino Cayco Memorial School of Graduate Studies eröffnet und nach dem Gründer der Universität benannt. An der Universität konnten die Master of Business Administration, Master of Science and Economics und Master of Arts in Nursing erlangt werden.

## Sport
Die Universität hat insgesamt 24 Sportteams in den Diszipilen Basketball, Volleyball, Schach, Taekwondo, Badminton und dem Dreikampf. Diese Teams werden alle als AU Chiefs bezeichnet. Die Basketballmannschaft konnte 2006 und 2007 die philippinischen Meisterschaften und den Fr. Martins Cup und Sen. Kiko Pangilinan Basketball Cup gewinnen. Die Schachmannschaft wird auf Platz zwei gelistet.